# Strangalia cavei
Strangalia cavei là một loài bọ cánh cứng trong họ Cerambycidae.